# Suleiman ibn Kutalmiş

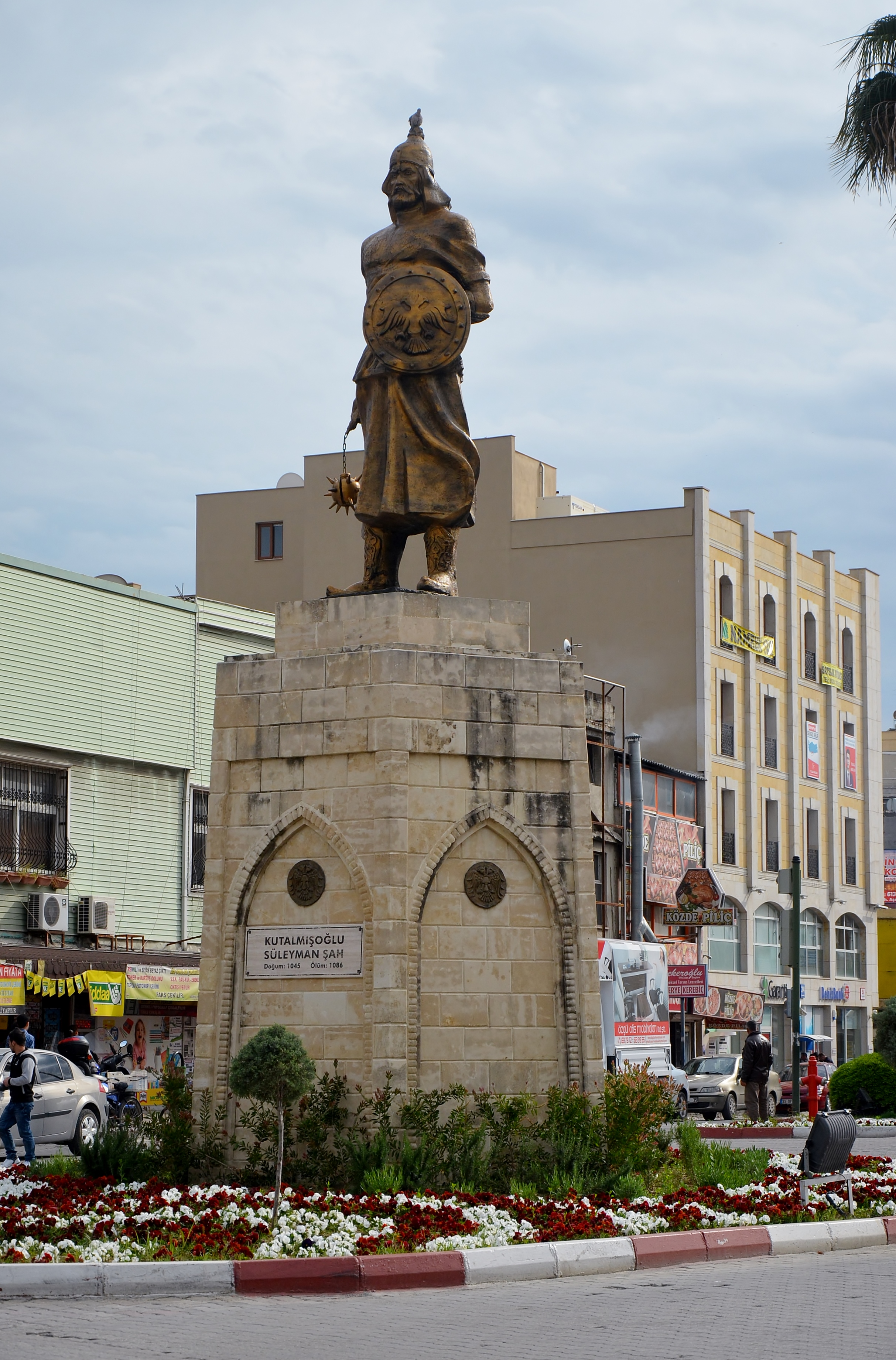
Neuzeitliches Denkmal des Kutalmischoglu Sülejman Schah in Tarsus

Suleiman I. ibn Kutalmiş, auch Kutalmischoglu Sülejman Schah (سُلَیمان بن قُتَلمِش; † 1086 bei Antiochia) war der Gründer des Sultanats von Rum und herrschte von 1077 bis 1086.
Sein Vater Kutalmisch war ein Cousin und ein Rivale von Alp Arslan (reg. 1063–72), dem Sultan des Großseldschukischen Reiches gewesen.
Als Heerführer unter dem Großseldschuken-Sultan Malik Schah I. eroberte Suleiman 1074 Antiochia von den Byzantinern. Er wurde Gouverneur der nordwestlichen Provinzen des Seldschukenreiches und eroberte 1075 die byzantinischen Städte Nicäa und Nikomedia. Derart erstarkt, revoltierte Suleiman gegen Malik Schah, nannte sich „Sultan von Rum“ und erweiterte sein Gebiet auf Kosten der Großseldschuken. Nicäa wurde seine Hauptstadt. Durch fortwährende Intrigen unter den benachbarten muslimischen Fürsten geschwächt, musste er 1085 Nikomedia und weitere Ländereien am Marmarameer wieder an Byzanz abtreten. Als Suleiman 1086 mit seinem Heer gegen Aleppo zog, riefen die dortigen Herrscher den Statthalter der Großseldschuken in Syrien, Tutusch I., zu Hilfe. In der Nähe von Antiochia unterlag Suleiman ihm in der Schlacht und wurde getötet.
Suleimans ältester Sohn Kılıç Arslan wurde gefangen genommen und als Geisel des Sultans Malik Schah nach Isfahan gebracht. Das Sultanat Rum kam formell unter die Herrschaft der Großseldschuken, allerdings herrschten chaotische Machtverhältnisse. So war Nicäa für sechs Jahre unter der Kontrolle des türkischen Rebellen Abu'l Kasim. Erst 1092 konnte Malik Schah diesen vertreiben und sandte Kılıç Arslan nach Anatolien zurück, wo er ihn als Statthalter in Nicäa einsetzte. Als Malik Schah im gleichen Jahr starb, stellte Kılıç Arslan I. das unabhängige Sultanat von Rum wieder her und machte sich zum Sultan.
Laut Anna Komnena war Suleiman mit einer Tochter Tutuschs I. verheiratet und hatte neben Kılıç Arslan I. mindestens einen weiteren Sohn.